# Legături de familie (telenovelă)
Legături de familie (Laços de Família) este o telenovelă braziliană produs și afișat de Rede Globo la ora 20:00, de la 5 iunie 2000 până la 2 februarie 2001, în 209 de capitole, înlocuind Terra Nostra și înlocuit cu Porto dos Milagres. Difuzată în România de canalul Acasă TV.

## Scene memorabile
Una dintre cele mai interesante scene este când Camila (Carolina Dieckmann) își scutură capul pentru a descoperi că are leucemie. Înregistrarea a avut loc pe 5 decembrie 2000 și a avut emoția puternică a actriței, care a strigat de fapt în timpul înregistrării. Scena difuzată pe 9 decembrie 2000.
O altă scenă memorabilă este atunci când Íris (Deborah Secco) vizitează Camila (Carolina Dieckmann) în spital și se termină cu o bătaie de Helena (Vera Fischer). Scenele au fost prezentate pe 12 decembrie 2000.
O altă scenă incoerentă este moartea mamei lui Íris (Deborah Secco), Ingrid (Lília Cabral). Ea este împușcată în timpul unui jaf și moare în fața fiicei sale care este agitat psihologic, văzând duhul mamei sale în celelalte capitole ale romanului. Scena asaltului corespunde capitolului 103 din versiunea originală a romanului. Pentru a scrie scena, autorul Manoel Carlos a fost inspirat din răpirea autobuzului 174, care a avut loc în iunie 2000.

## Cenzura de Justiție
Ministerul Justiției a cerut ca Globo să înlăture din distribuția romanului toate sub 18 ani, inclusiv extras, și să arate parcela după ora 21, devenind primul roman Globo care să adere la clasificarea de 14 ani. Justificarea justiției pentru decizii a fost că scenariul avea "scene cu conotații sexuale și imagini ale violenței domestice sau urbane". În plus, minorii care erau în distribuția romanului nu aveau licență judiciară pentru a putea acționa în complot. Pentru a rezolva cazul, autorul Manoel Carlos a scris scenele "disparițiilor" ale actorilor, care au fost interzise de justiție să apară în televiziune. Fiecare a avut un rezultat diferit. Singura actriță minoră care a rămas în roman a fost Júlia Almeida, pentru că a obținut un mandat de mandam și a reușit să continue în complot.

## Distribuție
| Vera Fischer         | Helena Lacerda                      |
| Tony Ramos           | Miguel Soriano                      |
| José Mayer           | Pedro Marcondes Mendes              |
| Carolina Dieckmann   | Camila Lacerda Ferrari              |
| Reynaldo Gianecchini | Eduardo "Edu" Pirajá de Albuquerque |
| Deborah Secco        | Íris Frank Lacerda Mendes           |
| Marieta Severo       | Alma Flora Pirajá de Abuquerque     |
| Alexandre Borges     | Danilo Menezes                      |
| Giovanna Antonelli   | Capitu                              |
| Luigi Baricelli      | Frederico "Fred" Lacerda Ferrari    |
| Regiane Alves        | Clara Lacerda Ferrari               |
| Helena Ranaldi       | Cíntia                              |
| Lília Cabral         | Íngrid Frank Lacerda                |
| Soraya Ravenle       | Yvete                               |
| Fernando Torres      | Aléssio Lacerda                     |
| Ana Carbatti         | Aline                               |
| André Valli          | Onofre                              |
| Beatriz Lyra         | Cleide                              |
| Caco Monteiro        | Gervásio                            |
| Carla Diaz           | Rachel                              |
| Cláudio Gabriel      | Severino                            |
| Cléa Simões          | Irene                               |
| Daniel Boaventura    | Alex                                |
| Denise Sartori       | Ofélia                              |
| Eliete Cigarini      | Sílvia Mendes                       |
| Flávia Guimarães     | Ana                                 |
| Flávio Silvino       | Paulo Soriano                       |
| Júlia Almeida        | Estela                              |
| Júlia Feldens        | Ciça Soriano                        |
| Leonardo Villar      | Pascoal                             |
| Luciano Quirino      | Laerte                              |
| Marly Bueno          | Olívia                              |
| Paulo Figueiredo     | Rodrigo                             |
| Paulo Zulu           | Romeu                               |
| Thalma de Freitas    | Zilda                               |
| Umberto Magnani      | Eládio                              |
| Vanessa Mesquita     | Simone                              |
| Walderez de Barros   | Ema                                 |
| Xuxa Lopes           | Glória Azambuja                     |
| Yara Lins            | Nilda Soriano                       |
| Zé Victor Castiel    | Viriato                             |